# Gliese 433
Gliese 433 är en ensam stjärna belägen i den södra delen av stjärnbilden Vattenormen. Den har en skenbar magnitud av ca 9,81 och kräver ett teleskop för att kunna observeras. Baserat på parallax enligt Gaia Data Release 3 på ca 110,17 mas beräknas den befinna sig på ett avstånd av ca 29,6 ljusår (ca 9,1 parsec) från solen. Den rör sig bort från solen med en heliocentrisk radialhastighet av ca 18 km/s. Baserat på dess rörelse genom rymden anses den vara en gammal stjärna i Vintergatans skiva.

## Egenskaper
Gliese 433 är en röd stjärna i huvudserien av spektralklass M2 V. Den har en massa av ca 0,48 solmassa, en radie av ca 0,53 solradie och utsänder energi från dess fotosfär motsvarande ca 0,034 gånger solen vid en effektiv temperatur av ca 3 400 K. Den är en äldre stjärna med en rotationsperiod på ungefär 73 dygn och en aktivitetsnivå under genomsnittet för stjärnor med dess massa. Stjärnans beboeliga zon ligger på ett avstånd från 0,186 till 0,362 AE från stjärnan.

## Planetsystem
Gliese 433 b är en exoplanet som kretsar kring Gliese 433. Planeten är en superjord med minst sex gånger jordens massa och har en omloppsperiod av ungefär sju dygn i en bana med en halv storaxel på ungefär 0,056 AE. Planeten tillkännagavs i ett pressmeddelande i oktober 2009, men inget upptäcktsdokument gjordes tillgängligt då. En studie som beskrivs i en artikel från 2014 av Tuomi et al. bekräftade både Gliese 433 b och en annan kandidatplanet, som tidigare upptäckts 2012, Gliese 433 c.
Gliese 433 d, vars upptäckt publicerades i januari 2020, liknar i massa Gliese 433 b men kretsar något längre ut, inom stjärnans beboeliga zon, men den är fortfarande för nära stjärnan, och därför för varm, för att vara innanför de snävare gränserna för den säkert beboeliga zonen.
Gliese 433 c kretsar längst ut från stjärnan. År 2020 var det den närmaste, bredaste omloppsbanan och kallaste Neptunusliknande exoplanet som hittills har upptäckts. Den är också speciell genom att ha en ovanligt excentrisk bana för en stor planet så långt från dess moderstjärna och andra planeter.
En undersökning med Herschelteleskopet fann ett överskott av infraröd strålning kring stjärnan, vilket tyder på närvaro av en omgivande stoftskiva. Denna är dock oupplöst men medeltemperaturen på 30 K placerar den någonstans inom en radie  av 16 AE från värdstjärnan.
| Planet | Massa              | Halv storaxel (AE) | Siderisk omloppstid (d) | Excentricitet | Inklination | Radie |
| ------ | ------------------ | ------------------ | ----------------------- | ------------- | ----------- | ----- |
| b      | ≥6,043 ± 0,597 M🜨  | 0,062 ± 0,002      | 7,3705 ± 0,0005         | 0,04 ± 0,03   | -           | -     |
| d      | ≥5,223 ± 0,921 M🜨  | 0,178 ± 0,006      | 36,059 ± 0,016          | 0,007 ± 0,05  | -           | -     |
| c      | ≥32,422 ± 6,329 M🜨 | 4,819 ± 0,417      | 5 094,105 ± 608,617     | 0,12 ± 0,07   | -           | -     |